# Salsola arborea
Salsola arborea är en amarantväxtart som beskrevs av Christo Albertyn Smith och Paul Aellen. Salsola arborea ingår i släktet sodaörter, och familjen amarantväxter. Inga underarter finns listade i Catalogue of Life.